# Universidad Politécnica de Querétaro

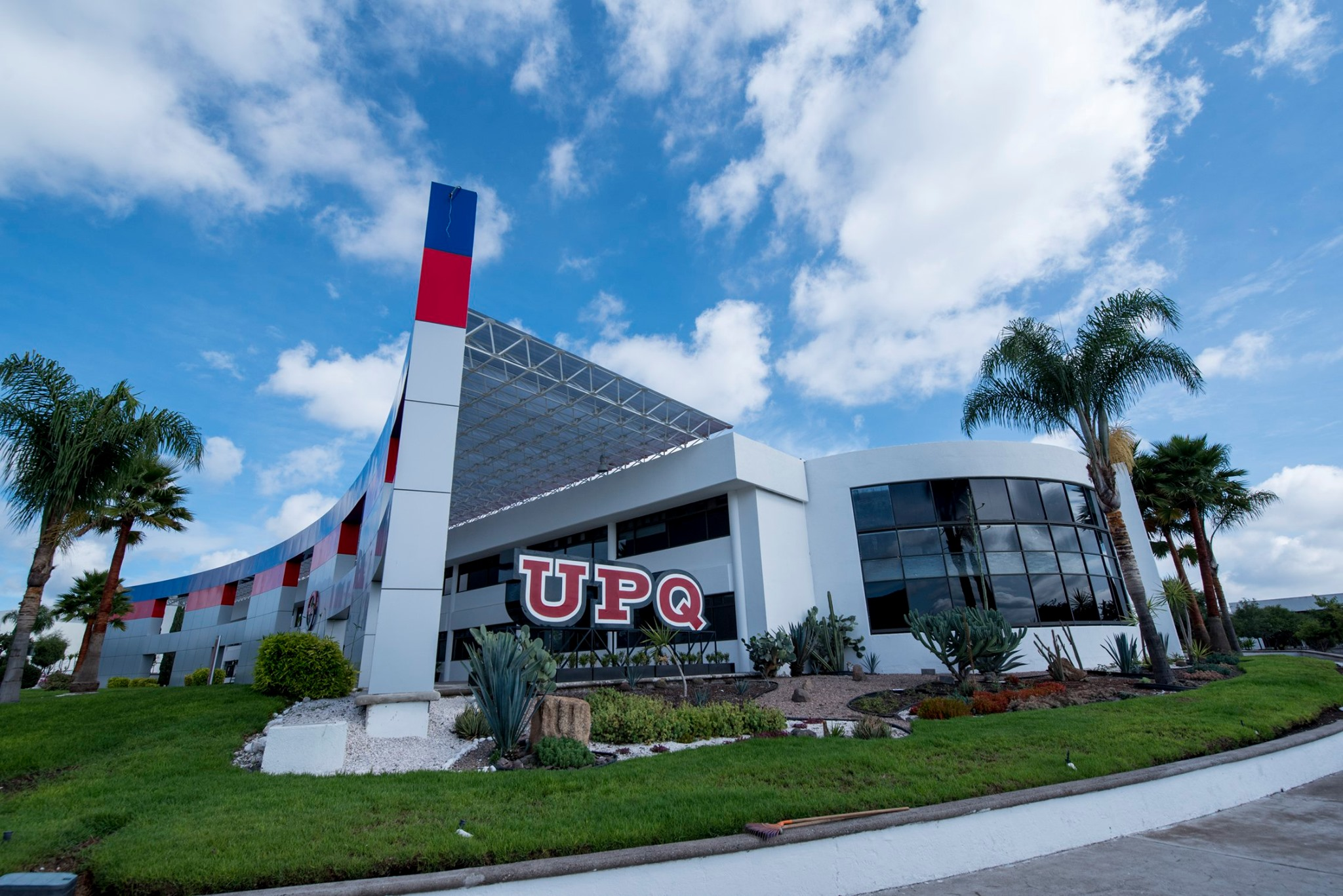
Campus de la Universidad Politécnica de Querétaro

La Universidad Politécnica de Querétaro (UPQ) es una universidad pública del subsistema de universidades tecnológicas y politécnicas de México, con sede en El Marqués, Querétaro. Inició labores el 31 de enero de 2006 tras su creación como organismo descentralizado del gobierno del estado en 2005.
En 2024, la Universidad Politécnica de Querétaro impartió 7 programas de Técnico Superior Universitario y 7 de licenciatura, además de tres maestrías profesionales. La institución cuenta con un Centro de Idiomas para formación complementaria. Según la Secretaría de Economía, la matrícula fue de 4 500 estudiantes.
Su campus principal ocupa 20 hectáreas en la zona metropolitana de Querétaro.

## Historia
La Universidad Politécnica de Querétaro se crea el 25 de octubre de 2005 como organismo descentralizado del Gobierno del Estado de Querétaro, iniciando su primer proceso de selección de aspirantes en diciembre de 2005 y comenzando actividades académicas el 30 de enero de 2006 en una zona estratégica de parques industriales colindantes con los municipios de El Marqués, Querétaro y Huimilpan, ofreciendo inicialmente tres ingenierías: Sistemas Computacionales, Procesos de Manufactura Avanzada y Mecatrónica.
En los años siguientes, la UPQ amplió su oferta educativa con la Licenciatura en Negocios Internacionales (2008), la Ingeniería en Telemática (2009), la Licenciatura en Administración y Gestión de Pequeñas y Medianas Empresas (2010) y la Ingeniería en Tecnología Automotriz (2016). El 20 de marzo de 2018, en presencia del Gobernador del Estado, la Universidad Politécnica de Querétaro fue reconocida como la primera Universidad Automotriz de México al inaugurar su Centro de Innovación y Desarrollo Automotriz, orientando sus programas y líneas de investigación al sector automotriz regional.
La inauguración del Centro de Innovación y Desarrollo Automotriz de la empresa Brose en el campus de la UPQ, realizada el 21 de marzo de 2018, implicó una inversión millonaria importante y dotó a la universidad de equipamiento industrial como tornos convencionales, fresadoras, simuladores de sistemas de freno y de motores, reforzando la formación práctica de los estudiantes y atendiendo las necesidades del clúster automotriz regional.
El 13 de abril de 2022 se inauguró el Laboratorio de Innovación Huawei en el campus de la universidad, un espacio equipado con tecnologías de redes, telecomunicaciones y sistemas avanzados que permite a estudiantes y académicos desarrollar proyectos de investigación y fortalecer los programas de posgrado.

## Oferta académica

### Técnico Superior Universitario y licenciaturas
A 2025, la UPQ cuenta con los siguientes programas de TSU y licenciatura:
- Ingeniería Mecatrónica
- Ingeniería en Tecnologías de la Información e Innovación Digital
- Ingeniería en Tecnología Automotriz
- Ingeniería en Manufactura Avanzada
- Ingeniería en Datos e Inteligencia Artificial
- Licenciatura en Administración
- Licenciatura en Comercio Internacional y Aduanas

El modelo educativo consta de seis cuatrimestres para el TSU y de diez cuatrimestres para la licenciatura (3 años y 4 meses).

### Posgrados
La UPQ imparte los siguientes programas de maestría:
- Maestría en Ingeniería Administrativa
- Maestría en Ingeniería en Sistemas Productivos y Tecnología Avanzada
- Maestría en Alta Dirección de las Organizaciones

## Campus Universitario
El campus principal ocupa un terreno propio de 20 hectáreas colindante con tres parques industriales y está conformado por siete edificios: tres de docencia con 44 aulas, siete laboratorios de cómputo y cuatro talleres; dos de laboratorios y talleres con cinco aulas, un laboratorio de cómputo y ocho talleres; además de oficinas de rectoría, biblioteca, cafetería, canchas deportivas, áreas verdes y estacionamiento.

## Vida estudiantil y cultura
Los equipos “Cardenales” participan en deportes, danza y proyectos de ingeniería. El Cardenales Racing Team obtuvo el primer lugar en All Terrain 2024.  
El Centro de Idiomas ofrece inglés, alemán y francés en modalidades sabatina y en línea.

## Autoridades

### Rectores
- Mtro. Carlos Arredondo Velázquez (2006–2012)
- Dr. Carlos Pacheco Loustaunau (2012–2018)
- Dra. Martha Elena Soto Obregón (2018–2021)
- Lic. Carlos Antonio Contreras López (2021–2024)
- Mtra. Diana Yadira Pérez Mejía (2024–presente)[4]

## Reconocimientos y acreditaciones
- En 2021, los programas de ingeniería de la UPQ recibieron la acreditación de CACEI.[13]
- En 2022, la UPQ figuró en el top 20 del ranking “Mejores Universidades 2022”.[14]
- En 2023, la PROFEPA entregó a la UPQ el Distintivo de Calidad Ambiental por sus buenas prácticas en gestión ambiental del campus.[15]